# Oberstaufen Cup 2013
L'Oberstaufen Cup 2013 è stato un torneo di tennis facente parte della categoria ATP Challenger Tour nell'ambito dell'ATP Challenger Tour 2013. È stata la 22ª edizione del torneo che si è giocata a Oberstaufen in Germania dal 22 al 28 luglio 2013 su campi in terra rossa e aveva un montepremi di €30,000+H.

## Partecipanti singolare

### Teste di serie
| Nazionalità | Giocatore            | Ranking* | Testa di serie |
| ----------- | -------------------- | -------- | -------------- |
| Germania    | Jan-Lennard Struff   | 105      | 1              |
| Argentina   | Martín Alund         | 110      | 2              |
| Francia     | Guillaume Rufin      | 111      | 3              |
| Francia     | Marc Gicquel         | 130      | 4              |
| Ucraina     | Oleksandr Nedovjesov | 143      | 5              |
| Germania    | Peter Gojowczyk      | 165      | 6              |
| Germania    | Simon Greul          | 166      | 7              |
| Germania    | Bastian Knittel      | 176      | 8              |

- Ranking al luglio 2013.

### Altri partecipanti
Giocatori che hanno ricevuto una wild card:
- Andreas Beck
- Robin Kern
- Kevin Krawietz
- Maximilian Marterer

Giocatori che sono passati dalle qualificazioni:
- Stephan Fransen
- Ivo Minář
- Thiago Monteiro
- Aleksej Vatutin

## Vincitori

### Singolare
Guillaume Rufin ha battuto in finale  Peter Gojowczyk con il punteggio di 6–3, 6–4

### Doppio
Dominik Meffert /  Philipp Oswald hanno battuto in finale  Stephan Fransen /  Artem Sitak con il punteggio di 6–1, 3–6, [14–12]